# Madiga-Sacko
Madiga-Sacko est une commune rurale malienne, située dans le pays de la Kaarta, de l'arrondissement central de Diéma, dans le cercle de Diéma et la région de Nioros.

## Villages
La commune s'étend sur trois localités relevées lors du recensement général de 2009 :
- Madiga Sacko (9 826 habitants) ;
- Souranguébou (2 560 habitants) ;
- Bagamabougou (1 550 habitants).

## Lien
- Plan de sécurité alimentaire - Commune rurale de Madiga Sacko - 2007-2011, Reliefweb.